# 宮古島市立北小学校
宮古島市立北小学校（みやこじましりつ きたしょうがっこう）は、沖縄県宮古島市（宮古島）にある市立小学校である。

## 沿革
- 1823年（文政6年） - 漢籍（漢文で書かれた中国の書物）を教えていた学校ができる[1][2]。
- 1882年（明治15年）
  - 3月 - 北校・南校開校[3][1][2]。
  - 10月30日 - 北校と南校が統合し、平良小学校となる[3][2]。
- 1906年（明治39年）3月31日 - 平良高等小学校と改称[3]。
- 1948年（昭和23年）4月1日[4] - 学制改革実施。同年、平良第一小学校を分離し、平良第二小学校と改称[1]。
- 1951年（昭和26年） - 平良市北小学校と改称[1]。
- 1972年（昭和47年）5月15日 - 沖縄の本土復帰により、平良市立北小学校と改称。
- 1990年（平成2年） - 東小学校を分離[3]。
- 2005年（平成17年）10月1日 - 平成の大合併による宮古島市発足により、宮古島市立北小学校と改称。
- 2009年（平成21年） - 新校舎落成[3]。

## 通学区域と進学先中学校
出典

### 通学区域
- 平良字西仲宗根（1番、2番）、平良字西里（1～45番、46番(2号、4号、5号、11号、14号、15号、19号)、53番、56番、171～179番、180～183番）
  - 該当地区は漲水自治会
- 平良字西里（46番(6号、7号、9号、10号、18号)、47～52番、55番、57～170号）
  - 該当地区は北西里自治会
- 平良字西里（184～265番）
  - 該当地区は根間自治会
- 平良字西里（266～355番）
  - 該当地区は下屋自治会
- 平良字東仲宗根（1～38番、72～78番、269～295番）、平良字西仲宗根（3番(2号、3号、4号、5号、6号、7号、10号、11号、12号、14号、16号、17号、25号、26号)、4～28番）
  - 該当地区は中屋自治会
- 平良字東仲宗根（39～57番、65～71番、79～87番、252～268番、296～309番、360～403番）
  - 該当地区は旭自治会
- 平良字東中宗根（93～118番、223～251番、310～359番、404～425番）
  - 該当地区は高阿良自治会
- 平良字東中宗根（119～222番、426～499番、501～558番、564番1号）
  - 該当地区は東川根一区自治会
- 平良字西仲宗根（3番(1号、8号、9号、13号、18号、19号、20号、21号、22号)、29～155番、232～237番）
  - 該当地区は仲保屋自治会
- 平良字西仲宗根（167～231番、238～402番、460～464番、488～497番、503番）
  - 該当地区は保里一区自治会
- 平良字西仲宗根（156～166番、197番）、平良字荷川取（1～329番）
  - 該当地区は荷川取自治会
- 平良字荷川取（330～1271番）
  - 該当地区は下川自治会

### 進学先中学校
- 宮古島市立北中学校

## 周辺
宮古島市中心部に位置する
- 宮古島市立北幼稚園 - 同一敷地内で、かつ進学前幼稚園のひとつ。
- 宮古島市役所
  - 平良庁舎 - 宮古島市道をはさんで、敷地が隣接。
  - 平良庁舎第二庁舎 - 敷地が隣接。
- 社会福祉法人グロリア福祉会光の園保育園 - 進学前保育園のひとつ。
- 平良区検察庁 - 宮古島市道をはさんで、敷地が隣接。
- 那覇地方裁判所平良支部
- 宮古拘置支所
- 宮古第一ホテル
  - 周辺には、宮古第一ホテル以外の宿泊施設も点在する。
- 沖縄県警宮古島警察署平良交番
- 平良西里郵便局

## アクセス
- 宮古協栄バス「系統1番」新城吉野保良線、「系統2番」長北山北線、「系統3番」友利線、「系統4番」与那覇嘉手苅線、「系統(5)番」新里宮国線で、「北小前」停留所下車。
- 宮古空港から、
  - 上述の宮古協栄バス「系統2番」・「系統4番」・「系統5番」のバスに乗車し17分、「北小前」停留所下車。
  - 車で、約5.3km・約11分。
- 宮古島市役所から、
  - 上述の宮古協栄バス「系統4番」のバスに乗車し9分、「北小前」停留所下車。
  - 車で、約2.3km・約5分。